# フリードリヒ (シュレースヴィヒ＝ホルシュタイン＝ゾンダーブルク＝ノルブルク公)
フリードリヒ（デンマーク語:Frederik af Slesvig-Holsten-Sønderborg-Nordborg；ドイツ語:Friedrich von Schleswig-Holstein-Sonderburg-Norburg, 1581年11月26日 - 1658年7月22日）は、シュレースヴィヒ＝ホルシュタイン＝ゾンダーブルク＝ノルブルク公。
フリードリヒはシュレースヴィヒ＝ホルシュタイン＝ゾンダーブルク公ハンスとその最初の妃であるブラウンシュヴァイク＝グルベンハーゲン公エルンスト3世の娘エリーザベトの6男で、1624年に兄シュレースヴィヒ＝ホルシュタイン＝ゾンダーブルク＝ノルブルク公ヨハン・アドルフの死後、その公位と領地を相続した。

## 子女
1627年8月1日に、ザクセン＝ラウエンブルク公フランツ2世の娘ユリアーネと結婚し、1男をもうけた。ユリアーネは1630年に死去した。
- ヨハン・ボギスラウ（1629年 - 1679年） - シュレースヴィヒ＝ホルシュタイン＝ゾンダーブルク＝ノルブルク公

1632年2月5日に、アンハルト＝ツェルプスト侯ルドルフの娘エレオノーレと結婚し、以下の子女をもうけた。
- エリーザベト・ユリアネ（1633年 - 1704年） - ブラウンシュヴァイク＝ヴォルフェンビュッテル侯アントン・ウルリヒと結婚
- ドロテア・ヘートヴィヒ（1636年 - 1692年） - ガンデルスハイム修道院長（1665年 - 1678年）、のち、1678年にクリストフ・フォン・ランツァウ＝ホーエンフェルトと結婚
- クリスチャン・アウグスト（1639年 - 1687年） - イングランド提督
- ルイーゼ・アメーネ（1642年 - 1685年） - ヨハン・フリードリヒ・フォン・ホーエンローエ＝ノイエンシュタイン＝エーリンゲンと結婚
- ルドルフ・フリードリヒ（1645年 - 1688年） - シュレースヴィヒ＝ホルシュタイン＝ゾンダーブルク＝ノルブルク公